# تالیخا
تالیخا (انگلیسی: Talikha) یک شهرک در شهرستان زیلایرسکی استان باشقیرستان کشور روسیه است.